# Phragmatobia sieversi
Phragmatobia sieversi is een beervlinder uit de familie van de spinneruilen (Erebidae). De wetenschappelijke naam van de soort is voor het eerst geldig gepubliceerd in 1891 door Grum-Grshimailo.